# Florin Niță
Florin Niță (ur. 3 lipca 1987 w Bukareszcie) – rumuński piłkarz grający na pozycji bramkarza w tureckim klubie Gaziantep FK oraz w reprezentacji Rumunii.

## Kariera klubowa
Piłkarz swoją karierę rozpoczynał w drużynie Concordia Chiajna. Początkowo występował w drugim zespole tego klubu. 1 lipca 2007 roku przeszedł do pierwszej drużyny tego zespołu. Zadebiutował z nim w sezonie 2010/2011. Jego ekipa wówczas występowała w II lidze. W tych rozgrywkach jego zespół uplasował się na 2. pozycji gromadząc 61 punktów – o 3 więcej od trzeciej drużyny, Săgeata Năvodari. W związku ze zmniejszeniem liczby zespołów w I lidze do 16 drużyn, tylko dwie najlepsze ekipy z Liga II uzyskały awans – w tym klub Concordia Chiajna. W sezonie 2011/2012 jego drużyna zakończyła rozgrywki na 9. miejscu. W następnym sezonie jego zespół uplasował się na 15. miejscu, które oznaczało spadek do II ligi. Jednak klub Rapid Bukareszt nie otrzymał licencji na występy w kolejnym sezonie Liga I, dzięki czemu w lidze utrzymał się zespół Concordia Chiajna. 1 lipca 2013 roku piłkarz na zasadzie wolnego transferu przeszedł do klubu Steaua Bukareszt. W sezonie 2013/2014 zdobył z drużyną mistrzostwo Rumunii. Jego zespół zgromadził 77 punktów i o pięć wyprzedził drugi klub w tabeli Astra Giurgiu. Dzięki temu jego ekipa mogła wziąć udział w II rundzie kwalifikacyjnej do Ligi Mistrzów.
W 2018 roku przeszedł do Sparty Praga. W 2023 zmienił barwy klubowe na turecki Gaziantep FK.

## Kariera reprezentacyjna
W reprezentacji Rumunii zadebiutował 9 listopada 2011 roku w wygranym 2:0 towarzyskim meczu z Turcją.

## Sukcesy i odznaczenia

### FCSB
- Mistrzostwo Rumunii: 2013/2014[5], 2014/15
- Puchar Rumunii: 2014/15
- Cupa Ligii: 2014/15, 2015/16

### Sparta Praga
- Puchar Czech: 2019/2020

## Życie prywatne
Jest żonaty z Laurą, którą poślubił 1 czerwca 2013 roku.